# Республиканские выборы в СССР (1947)
В феврале 1947 года в Союзе Советских Социалистических Республик прошли II республиканские выборы в Верховные Советы 16 союзных республик.

## Предыстория
22 июня 1941 года, Третий Рейх напал на Советский Союз, начав Великую Отечественную войну, которая привела к тому, что проведение выборов стало невозможным вплоть до её окончания. Как итог, выборы проходили в крайне напряжённой и нестабильной обстановке, когда внутренние проблемы не были разрешены, и Сталин пытался легитимизировать и укрепить свою власть в данной обстановке через проведение конституционных процедур, однако такие события, как голод 1946—1947 годов или последующее возобновление репрессий, дестабилизировало выборы и подготовку к ним. Однако действия правительства по разрешению проблем, например как Денежная реформа в СССР 1947 года или послевоенной преступности, а также сам факт победы в войне и укреплению внешнеполитической силы страны (через ООН, СОЗГ или начало формирования восточнополитического блока), всё же вело к росту популярности Сталина и ВКП(б) среди граждан, не считая некоторых исключительных ситуаций.

## Ход выборов
Выборы не являлись альтернативными, и избирателям предлагалось проголосовать за или против установленного кандидата. Оппозиционно настроенные или несогласные граждане так или иначе лишались права голоса — в 1947 году около 2 442 000 граждан было лишено права голосовать.
Количество несогласных или недовольных граждан круто и резко снизилось на фоне событий военных и предвоенных лет. Несогласные были известны поимённо, и те как правило, или портили бюллетени, или забирали их с собой, и советской властью это приравнивалось к нелояльности. Выборы стали представлять собой ритуал по проявлению лояльности советской власти, и люди стремились прийти на них как можно раньше, дабы продемонстрировать свой лоялизм, что доходило до абсурда, когда некоторые занимали очереди с ночи, ибо это имело смысл — первый проголосовавший вносился в отчёт для обкома. При этом, выборы организовывались как праздник, где создавали буфеты с бутербродами, сладостями и дефицитными товарами, отдельно бригады художественной самодеятельности проводили концерты, в том числе с джазом.
Несмотря на все сложности и проблемы, послевоенные годы считались чем-то более лучшим, чем война, а все трудности и ужасающие условия жизни считались временными. Пропаганда активно и успешно внедряла идеи о том, что само бытие советского человека, причастного к октябрьской революции — уникально и особенно, что бытие советского гражданина — это справедливость и добро. Во многих разговорах граждане выражали большую и спокойную уверенность в том, что СССР семимильными шагами идёт к процветанию.
Люди, обладающие негативным отношениям к советской власти, находились в молчаливом меньшинстве, и как правило они или не выражали свою позицию, или старались её выражать через надписи на бюллетенях, и как правило, они и вызывали наибольшее внимание государственного аппарата и НКВД, так-как те во внутренних разговорах часто говорили о том, что выборы недемократичны, а власть — авторитарна, вызывая противодействие проводимой агитации и пропаганде.
| Страна  | Дата       | Выборы                                  | Итоги      | Примечания        |
| ------- | ---------- | --------------------------------------- | ---------- | ----------------- |
| АзССР   |            | Выборы в Верховный Совет АзССР (1947)   | 310 из 310 |                   |
| АрССР   |            | Выборы в Верховный Совет АрССР (1947)   | 340 из 340 |                   |
| БССР    | 9 февраля  | Выборы в Верховный Совет БССР (1947)    | 204 из 204 |                   |
| ГССР    |            | Выборы в Верховный Совет ГССР (1947)    | 237 из 237 |                   |
| КазССР  | 16 февраля | Выборы в Верховный Совет КазССР (1947)  | 300 из 300 |                   |
| КарССР  | 16 февраля | Выборы в Верховный Совет КарССР (1947)  | 120 из 120 |                   |
| КирССР  | 16 февраля | Выборы в Верховный Совет КирССР (1947)  | ???        | Состав неизвестен |
| ЛатССР  | 16 февраля | Выборы в Верховный Совет ЛатССР (1947)  | 200 из 200 |                   |
| ЛитССР  |            | Выборы в Верховный Совет ЛитССР (1947)  | 250 из 250 |                   |
| МССР    |            | Выборы в Верховный Совет МССР (1947)    | ???        | Состав неизвестен |
| РСФСР   | 9 февраля  | Выборы в Верховный Совет РСФСР (1947)   | 750 из 750 |                   |
| ТаджССР |            | Выборы в Верховный Совет ТаджССР (1947) | ???        | Состав неизвестен |
| ТурССР  |            | Выборы в Верховный Совет ТурССР (1947)  | ???        | Состав неизвестен |
| УзССР   |            | Выборы в Верховный Совет УзССР (1947)   | ???        | Состав неизвестен |
| УССР    | 9 февраля  | Выборы в Верховный Совет УССР (1947)    | 415 из 415 |                   |
| ЭССР    | 16 февраля | Выборы в Верховный Совет ЭССР (1947)    | 100 из 100 |                   |